# Dudley Perkins
Dudley Perkins, né à Oxnard en Californie, est un rappeur et chanteur américain. Ses albums sont publiés sur Stones Throw Records sous son propre nom et sous le nom de scène de Declaime. En 2008, il cofonde le label SomeOthaShip Connect Record avec sa partenaire Georgia Anne Muldrow.

## Biographie
Perkins est né à Oxnard, en Californie. Lancé dans le rap en 1987, il participe à l'album du groupe Alkaholiks, Coast II Coast, publié en 1995, sous le nom de Declaime,. En 2001, il publie son premier album, Andsoitisaid. Dudley Perkins publie A Lil' Light, un album entièrement produit par Madlib, sur Stones Throw Records en 2003. Son deuxième album sous le nom de Dudley Perkins, intitulé Expressions (2012 A.U.), est publié en 2006. En 2009, il publie Holy Smokes, entièrement produit par Georgia Anne Muldrow. En 2013, il publie Dr. Stokley sur Mello Music Group.

## Discographie

### Albums studio
- 2001 : Andsoitisaid (en tant que Declaime)
- 2003 : A Lil' Light
- 2004 : Conversations with Dudley (en tant que Declaime)
- 2005 : It's the Dank & Jammy Show (avec J. Rawls)
- 2006 : Expressions (2012 A.U.)
- 2007 : The Message Uni Versa (avec Georgia Anne Muldrow)
- 2009 : Muzikillmind (en tant que Declaime)
- 2009 : Holy Smokes
- 2010 : Fonk (en tant que Declaime)
- 2010 : SomeOthaShip (avec Georgia Anne Muldrow)
- 2011 : Self Study (en tant que Declaime)
- 2013 : Dr. Stokley
- 2013 : The Lighthouse (avec Georgia Anne Muldrow)

### Mixtapes
- 2008 : Beautiful Mindz (avec Georgia Anne Muldrow)

### EPs
- 1999 : Illmindmuzik (en tant que Declaime)
- 2003 : Mad Men on Arrival (en tant que Declaime)
- 2006 : The Godfather EP (avec Kid Sundance)
- 2010 : Heaven or Hell (avec Georgia Anne Muldrow)
- 2018 "Welcome To My Light" (en tant que Declaime)

Feat Georgia Anne Muldrow
produit par Jazzylla

### Singles
- 2000 : Never Ending (en tant que Declaime)
- 2001 : Move It (en tant que Declaime)
- 2001 : Exclaim the Name (en tant que Declaime)
- 2001 : Flowers
- 2002 : Caliwayz (Remix) (en tant que Declaime)
- 2002 : Still Waters b/w Always Complete
- 2003 : Enjoy Your Stay b/w Life (en tant que Declaime)
- 2003 : Money
- 2004 : Heavenbound (en tant que Declaime)
- 2004 : Dearest Desiree (en tant que Declaime)
- 2004 : Washedbrainsyndrome
- 2006 : Funky Dudley b/w Testin' Me
- 2006 : Come Here My Dear b/w All for You
- 2009 : Whole Wide World (avec Flying Lotus)
- 2013 : Popstopper (avec Georgia Anne Muldrow)

### Apparitions
- 1995 : Tha Alkaholiks - WLIX sur Coast II Coast
- 1999 : Lootpack - Break Dat Party et Episodes sur Soundpieces: Da Antidote
- 2001 : Kan Kick - Love Hardcore (Underground) et Toast to the Boogie sur From Artz Unknown
- 2002 : Mums the Word - Say It sur People Keep Movin'
- 2004 : Wildchild - All Night sur The Jackal
- 2004 : Oh No - Green Tree sur The Disrupt
- 2005 : MED - Now U Know sur Push Comes to Shove
- 2006 : Oh No - T. Biggums sur Exodus into Unheard Rhythms
- 2008 : Kraak and Smaak - That's My Word sur That's Our Word
- 2009 : Jazz Liberatorz - Music Makes the World Go Round sur Fruit of the Past
- 2009 : Oddisee - Get Up sur Mental Liberation
- 2010 : Apollo Brown - Ghetto Soul Music sur The Reset
- 2012 : Jai Nitai Lotus - Hard Times and Bless sur Something You Feel
- 2012 : Georgia Anne Muldrow - The Few sur Seeds
- 2013 : Oh No - Improvement sur Disrupted Ads